# Клистрон
Клистрон је специјална електронска цијев која се користи као осцилатор, појачавач, и умножавач фреквенција у области центиметарских и дециметарских таласа. Рад им се заснива на брзинској модулацији електрона.
Дворезонаторски клистронски појачавач се састоји од електронског топа за емисију, фокусирање и убрзавање снопа електрона, колектора (аноде) на коју падају електрони и два пара решетки, по један пар у саставу сваког шупљег резонатора.

## Рад
Ако нема сигнала доведеног на улазни шупљи резонатор, густина електрона је равномјерна по цијелој дужини снопа. Кад се доведе корисни сигнал ВВФ на улазни резонатор и његове решетке, мијења се кинетичка енергија електрона који пролијећу кроз решетке. Тиме се они наизмјенично убрзавају и успоравају, чиме се постиже њихово згушњавање у одређеним областима електронског снопа. 
Решетке излазног резонатора се постављају на таквом растојању од решетки улазног резонатора да у њих улазе најгушће групе електрона. Ако је излазни резонатор подешен на фреквенцију проласка згуснутих група електрона, у њему ће се стварати појачане осцилације. Електрони тада предају своју кинетичку енергију излазном резонатору, и успорени падају на колектор (аноду).

## Примјена
Данас се углавном користе као појачавачи врло високих фреквенција (ВВФ) у радарима, комуникационим уређајима, и у акцелераторима.